# پائولو میلانولی
پائولو میلانولی (ایتالیایی: Paolo Milanoli؛ زادهٔ ۷ دسامبر ۱۹۶۹) شمشیرباز اهل ایتالیا است.
وی همچنین برندهٔ جوایزی همچون نشان شایستگی از جمهوری ایتالیا شده‌است.
وی در مسابقات کشوری و بین‌المللی در مجموع برندهٔ ۱ مدال طلا شده‌است.